# Borís Yelenski
Borís Yelenski (Krasnodar, Rusia, 1889 - Estados Unidos, 1974) fue un propagandista anarquista, secretario de la Cruz Roja Anarquista de Chicago entre 1913 y 1917. 

## Biografía
Viajó a Rusia luego de la Revolución de Octubre de 1917, y trabajó activamente en el movimiento obrero y sindical en Novorossijsk. Abandonó el país en 1922. Yelenski fue secretario del Comité para la liberación de Prisioneros Políticos durante 1924 y 1925, integrando posteriormente diversos fondos de ayuda y comités para la liberación de prisioneros políticos anarquistas entre 1925 y 1957. También integró el Maximoff Memorial Publication Committee, editando obras de Gregori Maksímov. Publicó artículos en Golos Truženika de Chicago, en el Golos Truda de Nueva York, en el Yiddish Fraye Arbeter Shtime de Nueva York y Filadelfia. 

## Obras destacadas
- In the Social Storm: Memoirs of the Russian Revolution
- The struggle for equality: the history of the Anarchist Red Cross